# Unione Sportiva Valenzana 1928-1929
Questa pagina raccoglie le informazioni riguardanti l'Unione Sportiva Valenzana nelle competizioni ufficiali della stagione 1928-1929.

## Rosa
| N. |                   | Ruolo | Calciatore       |
| -- | ----------------- | ----- | ---------------- |
| -  | Italia (bandiera) | A     | Acatino          |
| -  | Italia (bandiera) | D     | Mario Acuto      |
| -  | Italia (bandiera) | D     | Bonzano (II)     |
| -  | Italia (bandiera) | A     | Bonzano (III)    |
| -  | Italia (bandiera) | P     | Giuseppe Cagnina |
| -  | Italia (bandiera) | D     | Massimo Farina   |
| -  | Italia (bandiera) | C     | Peroso           |
| -  | Italia (bandiera) | C     | Mario Picchio    |

| N. |                   | Ruolo | Calciatore        |
| -- | ----------------- | ----- | ----------------- |
| -  | Italia (bandiera) | A     | Giovanni Ravarino |
| -  | Italia (bandiera) | A     | Riccardo          |
| -  | Italia (bandiera) | D     | Mario Ricci       |
| -  | Italia (bandiera) | C     | Carlo Saracco     |
| -  | Italia (bandiera) | A     | Gaudenzio Sereno  |
| -  | Italia (bandiera) | C     | Oreste Tosini     |
| -  | Italia (bandiera) | A     | Pietro Trocca     |